# روبين ليجيون
روبين ليجيون (بالهولندية: Ruben Ligeon) (24 مايو 1992 بأمستردام في هولندا - ) هو لاعب كرة قدم هولندي في مركز الدفاع. شارك مع منتخب هولندا تحت 17 سنة لكرة القدم ومنتخب هولندا تحت 19 سنة لكرة القدم ومنتخب هولندا تحت 21 سنة لكرة القدم. أما مع النوادي، فقد لعب مع أياكس أمستردام وفيلم تو تيلبورغ ونادي أوترخت وناك بريدا وشباب أياكس.

## وصلات خارجية
- روبين ليجيون على موقع الاتحاد الأوربي (الإنجليزية)
- روبين ليجيون على موقع قاعدة بيانات كرة القدم.إي يو (الإنجليزية)
- روبين ليجيون على موقع Soccerway.com (الإنجليزية)
- روبين ليجيون على موقع عالم كرة القدم.نت (الإنجليزية)
- روبين ليجيون على موقع AS.com (الإسبانية)